# Jacob Verdam

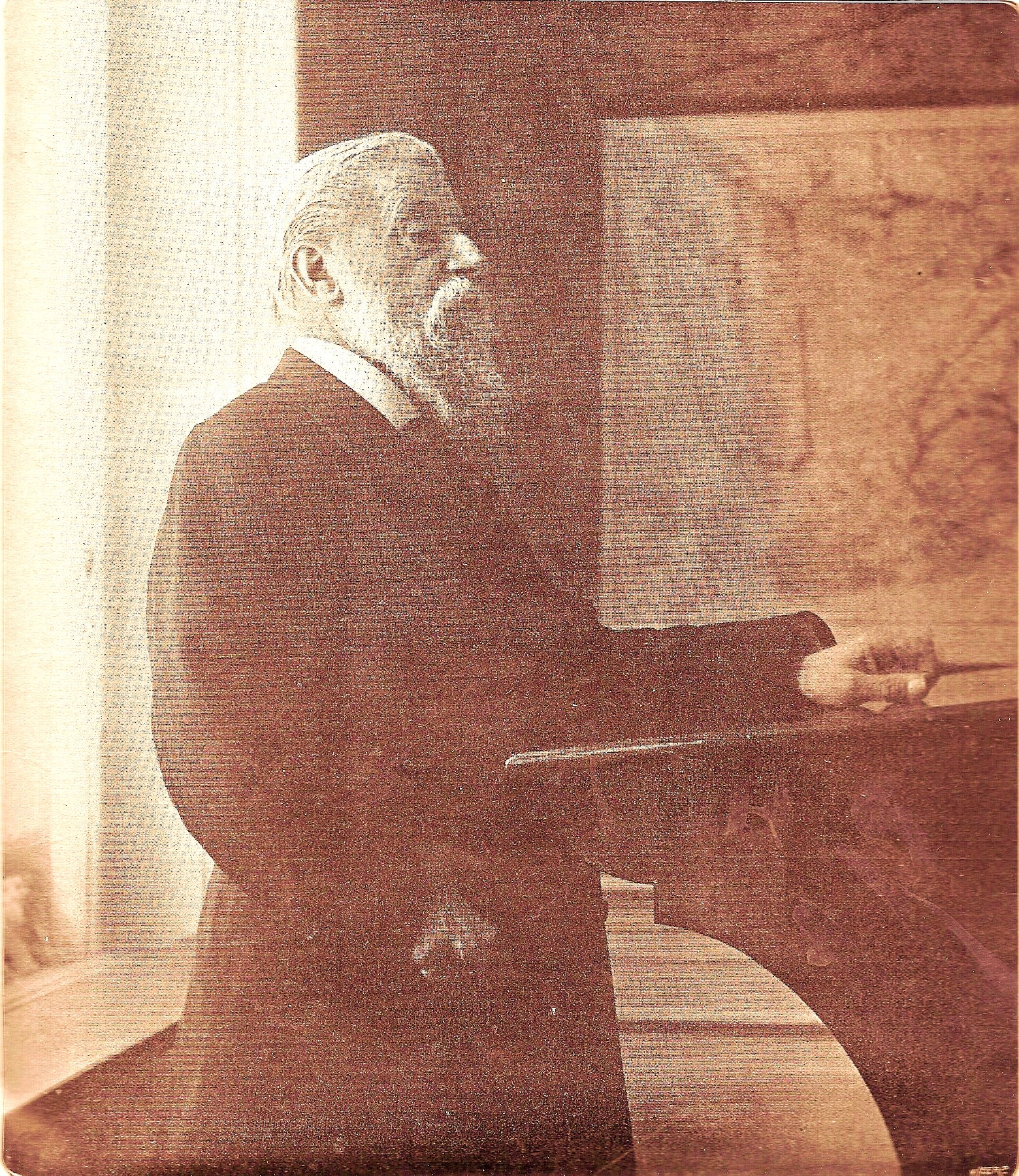
Jacob Verdam

Jacob Verdam, född 22 januari 1845 i Amsterdam, död 19 juli 1919 i Leiden, var en nederländsk filolog. 
Verdam studerade i Leiden klassiska språk och nederländsk filologi, var professor i nederländska språket och litteraturen samt forngermanska språk i Amsterdam 1878–91, i nederländska språket, såsom efterträdare till Matthias de Vries, i Leiden 1891–1915. 
Verdams namn är främst knutet till den stora ordboken över det nederländska medeltidsspråket, vars främste kännare han var, hans Middelnederlandsch woordenboek, ett verkligt storverk på lexikografins område, delvis grundat på samlingar av de Vries och medutgivaren Eelco Verwijs, men huvudsakligen hans eget verk. 
Bland Verdams övriga skrifter kan nämnas utom en rad textkritiska och etymologiska uppsatser, däribland Tekstkritiek van middelnederlandsche schrijvers (1872), De wetenschappelijke beoefening der Nederlandsche taal (1878) och Over wetenschap en wetenschappelijke methode (1891) samt en rad texteditioner, såsom Historie van Troyen (1873), "Jacob van Maerlants strophische Gedichten" (1898, tillsammans med tysken Johannes Franck, död 1913; andra upplagan 1918), "Spieghel der sonden" (1901), "Ferguut" (1908) och Joost van den Vondels "Leeuwendalers". Ett för vidare kretsar avsett verk är Verdams Uit de geschiedenis der nederlandsche taal (tredje upplagan 1912).